# Grabkammer von Clemency
Koordinaten: 49° 35′ 29″ N, 5° 54′ 6″ O
Die spätkeltische Grabkammer von Clemency wurde in der Gemarkung Clemency, in Sichtweite des treverischen Oppidum auf dem Titelberg in Luxemburg entdeckt.

## Lage
Es ist das Quellgebiet der Eisch, auf einem Plateau über dem Chierstal. Hier wurden im Jahre 1987 Amphorenscherben und verbrannte Gebeine aufgelesen. Die Funde legten nahe, dass eine spätkeltische Grabanlage angeschnitten worden war. Die eingeleitete Grabung führte zur Entdeckung einer der größten Grabkammern der späten Keltenzeit.

## Die Kammer
Die fast quadratische Grabgrube, von etwa 4,25 Meter Seitenlänge, das größte gallische Grab überhaupt, war von einem zeitgenössischen Drainagegraben angeschnitten worden und eine Struktur in der Südostecke wurde als der Rest des Einstiegschachtes vorzeitlicher Grabräuber gedeutet.
Unter der heutigen Oberfläche wurden in einer Tiefe von nur 0,60 Meter Gefäße gefunden, die ursprünglich auf der Kammerdecke abgestellt waren, also nicht unmittelbar zum Grabmobiliar gehörten. Die ursprüngliche Höhe der Grabkammer ist unbekannt. In der Grube hatten sich Holzspuren der Kammer erhalten, deren sorgfältige Bergung eine präzise Rekonstruktion der Bauweise erlaubte. Ihr Boden bestand aus breiten Eichenbohlen, die partiell auf Schwellbalken lagen. Das Eckgerüst der Wände bestand aus vier Eichenpfosten. Ständer, die in den Schwellbalken verzapft waren, bildeten die Achsen. Dieser Rahmen trug eine doppelte Bretterschalung. Balkenteile und Deckenbretter waren beim Zerfall der Kammer auf die Beigaben gestürzt.

## Die Beigaben
Neben zwei vollständigen Amphoren wurden Scherben von mindestens acht weiteren ausgegraben. In der Mitte der Kammer lag eine kleine Öllampe aus schwarzer campanischer Ware, an der nördlichen Wand lag ein Bronzebecken. Neben diesen Importstücken aus Italien waren dem Toten drei Dutzend einheimische Gefäße ins Grab gelegt worden. Zu den Beigaben gehörten auch vier Schweine, deren Skelette bis auf die Zahnreste zersetzt waren. Der Leichenbrand war wahrscheinlich in einem Behältnis aus organischem Material in die Grabkammer gelegt worden.
Die Beigaben erlauben die Datierung der Grabkammer ins zweite Viertel des 1. Jahrhunderts v. Chr., unmittelbar vor den Beginn des Gallischen Krieges. Sie belegen auch die hochrangige Stellung des Toten von Clemency. Die Analyse ergab, dass der Tote ein Lebensalter von 40 bis 50 Jahren erreicht hatte und, in ein Bärenfell gehüllt, verbrannt worden war.

## Die Gesamtanlage
Eine Analyse des Umfeldes erbrachte Details über die Gesamtanlage. Es konnte ein Großhügel nachgewiesen werden, der durch Ackerbau und Erosion fast vollends abgetragen war. Der Tumulus lag inmitten eines quadratischen Bezirks von 27 m Seitenlänge, der von einem Graben umgeben war. Außerhalb dieses Bereichs konnten der Überrest eines Scheiterhaufens sowie Leichenbrandreste und Holzkohle bestimmt werden. Zwischen dem Graben und dem Scheiterhaufen lag ein Bereich, der mit Fragmenten von absichtlich zerschlagenen Amphoren übersät war und vielleicht im Kontext mit einem Symposium am Grabhügel zu interpretieren ist. Inklusive des Grabmobiliars konnten 30 bis 40 Amphoren nachgewiesen werden. Dies könnte bedeuten, dass 750 bis 1000 Liter italischen Weins für die Grabausstattung bzw. für die Begräbnisfeierlichkeiten verbraucht worden waren. 20 kleine Gruben im südöstlichen Bereich der Einfassung enthielten verbrannte Knochen. Ihre Untersuchung ergab, dass es sich bis auf ein einzelnes menschliches Sternumfragment (Brustbein) um die Knochenreste von Pferden, Rindern und Schweinen handelte.

## Der Kontext
Das Grab von Clemency, die Gräber von Goeblange-Nospelt sowie eine Reihe weiterer schlecht dokumentierter Bestattungen mit republikanischen Amphoren und italischem Bronzegeschirr zeigen eine Beziehung zum Oppidum auf dem Titelberg. Die Konzentration reicher Gräber lässt vermuten, dass die keltische Aristokratie vor allem auf Landbesitz beruhte. Eine andere Erwerbsquelle, die durch die Deponierung des Kamins eines Schachtofens auf der Decke der Grabkammer angedeutet wird, war eventuell die Eisenverarbeitung. Die Fundstelle liegt inmitten von reichen Rasenerzvorkommen, die bis ins 19. Jahrhundert ausgebeutet wurden.